# Lista över kortspel

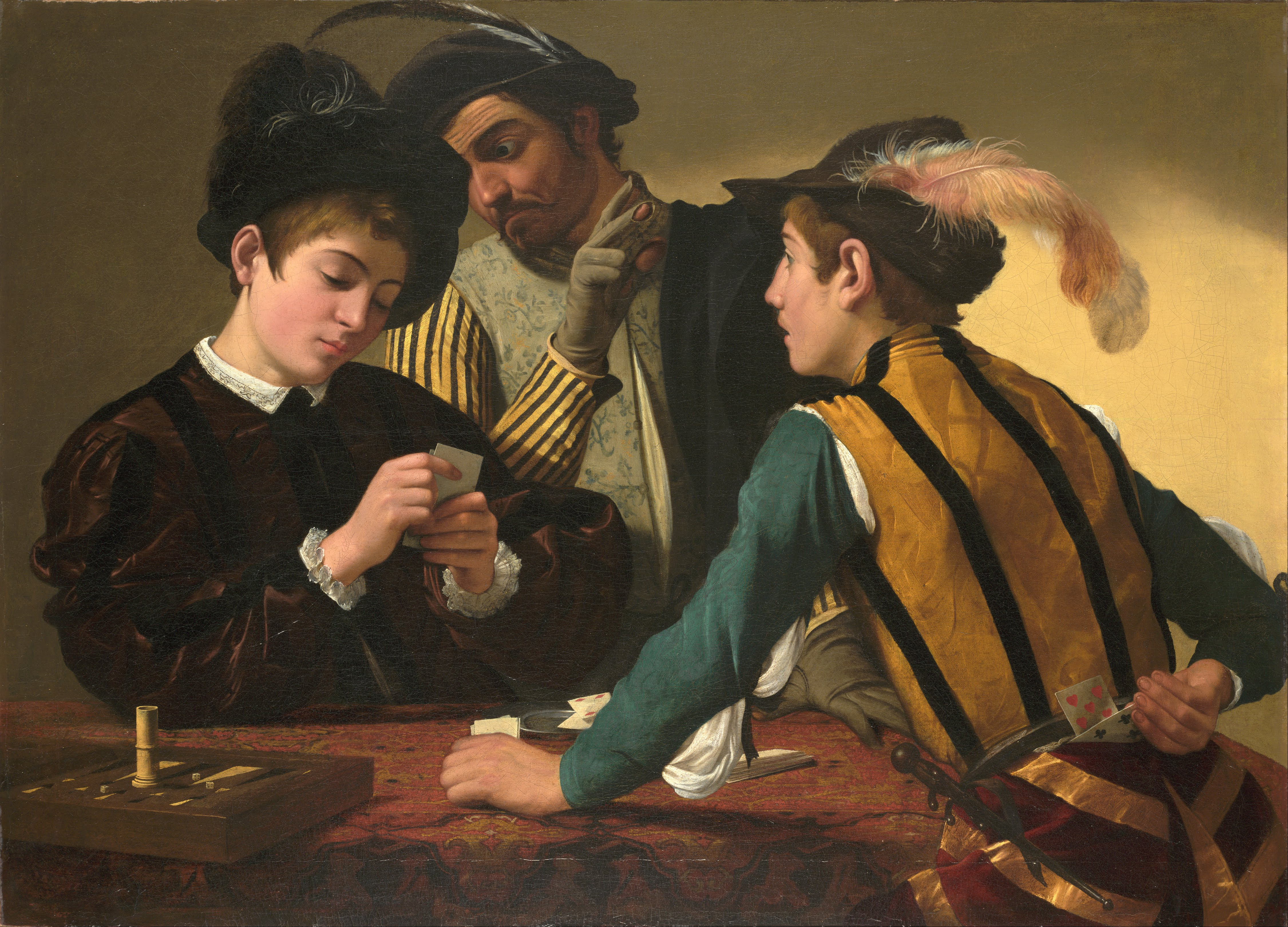
Falskspelarna av Caravaggio (cirka 1595), Kimbell Art Museum.

Detta är en alfabetisk lista över kortspel.
Många kortspel finns i många olika varianter. De olika varianterna är medtagna om de är kända under eget namn. I fallen när ett spel är känt under flera namn är de olika namnen medtagna med hänvisningar. Undantaget är om det bara är frågan om en mindre skillnad i stavning.
Spel som inte bara spelas med spelkort utan också med andra typer av spelredskap är medtagna i listan. Kasinospel och hasardspel där kort används är också medtagna. Detsamma gäller kommersiella kortspel som spelas med specialkortlekar, dock ej samlarkortspel. För dessa, se separat lista.
Det finns några stora kortspelsfamiljer ur vilka har utvecklats ett flertal olika spel och artiklarna för dessa familjer innehåller listor över spel inom gruppen. De här gruppernas namn är samtidigt ofta namnet på det spel som uppfattas som urvarianten i gruppen. Dessa stora kortspelsgrupper är främst bridge, whist, rummy, kille och hjärter. Namn på vissa grupper av kortspel som samtidigt inte är namn på ett enskilt spel har också tagits med av fullständighetsskäl.
Patienser är kortspel av pusselkaraktär för en spelare. De har ej tagits med här. En lista över sådana spel finns i artikeln patiens. Angående pokerspel hänvisas även till artiklarna poker och pokerspel. Den sistnämnda innehåller en lista över några undergrupper till den stora grupp av spel som pokerspelen utgör. Se även artikeln sticktagningsspel som beskriver principen för de flesta västerländska kortspels (inklusive whist-, bridge- och hjärter-familjerna) uppbyggnad.

## 0-9
1001 (se Ettusenett)
15 (se Femton)
21 (se Tjugoett)
29 (se Tjugonio)
31 (se Trettioett)
45 (se Fyrtiofem)
500 (se Femhundra)
500 (se Femhundra (spel om stick))
66 (se Sextiosex)
99 (se Nittionio)

## A
Abstrac
Alkort
All fives (se Seven up)
All fours (se Seven up)
Allians
Amerikansk whist (se Whist)
Anaconda
Arlington (se Oklahoma)
As-Nas
Auktion (spel med pokerhänder)
Auktion (spel med sjukortssviter)
Auktion (spel om stick)
Auktionsbridge
Auktionshjärter
Auktionskille (se Femkortskille)
Auktionswhist
Avig kasino (se Krypkasino)

## B
Babel
Baccarat
Bango
Bank (se Farao)
Banka bäver
Bankir och mäklare
Basra
Bassadewitz
Bassett
Batalj
Beggar my neighbour
Bela (se Belot)
Belli (se Tre Belli)
Belot
Belote (se Kalabrias)
Ben Johnsons dopingspel
Beredskap
Berg- och dalbana
Bézique
Bismarck
Black Jack
Blixtpatiens (se Racing demon)
Block
Bluffstopp
Blücher
Bohnanza
Bom (se Go boom)
Bondtolva
Boodle (se Michigan)
Boston
Botifarra
Bourré
Brag
Brandeln
Bridge
Bridgewhist
Briscola
Brus (danskt kortspel)
Brus (svenskt kortspel), se Bräus
Bräus
Budwhist (se Auktionswhist)
Bugami
Bultkille (se Femkortskille)
Bura
Byggkasino
Byteskille (se Kille)
Båg
Båten går

## C
Cachons
Calabrasella
California Jack
Canadian stud (se Sökö)
Canasta
Capot (se Polignac)
Caribbean Stud Poker
Catch the ten (se Skotsk whist)
Cayenne
Chase the ace (se Kucku)
Chemin de fer (se Baccarat)
Chicago (bridge)
Chicago (pokerspel)
Chicago (spel om stick och kombinationer)
Chowaha
Cinch (se Pidro)
Cincinnati
Crazy eights
Crazy Pineapple
Cribbage

## D
Dam
Domino (se Sjuan)
Dominohjärter (se Hjärter)
Double dummy whist
Draghjärter (se Hjärter)
Dragkasino (se Kasino)
Durak

## E
Écarté
Eleusis
Enflé (se Rolling stone)
Engelsk whist (se Whist)
Enkortskille (se Kille)
Enkortspoker (se Indianpoker)
Ettusenett
Euchre
Europeisk rummy

## F
Falling
Fan tan (se Sjuan)
Farao
Farmen
Fem opp (se Rödskägg)
Femhundra
Femhundra (spel om stick)
Femhundra rummy (se Femhundra)
Femkort
Femkortskille
Femkortsloo (se Loo)
Femkortspoker (se Poängpoker)
Femstöt
Femton
Finns i sjön (Finns i havet)
Fiskespel
Five card draw (se Mörkpoker)
Five card stud (se Femstöt)
Fusk (se Båg)
Fyrmansrummy (se Persisk rummy)
Fyrmanswhist
Fyrtiofem

## G
Games (se Tecknet)
Ganjifa
Garibaldka (se Rysk bank)
Gin rummy
Gnav
Go boom
Gris
Guldgrävare
Gurka
Guts
Gå och fiska (se Finns i sjön)

## H
Halv tolv
Hanafuda
Hastiga Persson (se Racing demon)
Hasty patience
Hasty patience (annat namn på Racing demon)
H-Bomb
Hej knekt
Hets
Hi-de-ho
Hjärter
Hold'em
Hollywood gin (se Gin rummy)
Humbugwhist
Hypp
Högt-lågt-knekt (se Seven up)

## I
Imperial
Indianpoker
Irish hold'em
Irländsk loo (se Loo)
Iron cross

## J
Jacko
Japansk whist
Jass
Java rummy
Jazz
Jo-Jotte
Jokerspader (se Spader)

## K
Kabufuda
Kadrilj
Kalabrias
Kalle (se Kalooki)
Kalooki
Kameleont
Kanalje (se Knaves)
Karniffel
Kasino
Kejsarpiquet (se Imperial)
Kentrel
Kiautschou (se Ettusenett)
Kille
Kinesisk fan tan
Kinesisk poker
Klädpoker
Knack
Knack (annat namn på Norrlandsknack)
Knackkille (se Femkortskille)
Knaves
Knekt
Knektnolla (se Jacko)
Knektpass
Knockoutwhist
Komet
Komihåg (se Memory)
Kontrabluff
Kontraktsbridge (se Bridge)
Kontraktsrummy
Kontraktswhist
Korre (se Kucku)
Kotte (se Tecknet)
Krig (se Batalj)
Krypkasino
Krypkille
Kucku
Kung och dam
Kvartett (se Löjliga familjerna)
Köpknack

## L
La bête
Le Barbu
Le jeu de tarots
Leopard (se Kameleont)
Leva längst
L'hombre
Linger longer
Lomber (se L'hombre)
Loo
Lowball
Lådan
Löjliga familjerna

## M
Macao
Maja (se Dam)
Manila
Mariage (se Bondtolva)
Markör (se Euchre)
Mas (se Skitgubbe)
Matador (se Bondtolva)
Mau-Mau
Mediatore
Memory
Merry go round
Mexican stud
Michigan
Michigan rummy
Mississippi stud
Mjölis (se Skitgubbe)
Mjölnarmatte (se Skitgubbe)
Modern rummy (se Svensk rummy)
Mousel
Muggins
Mulle (kortspel av femkortstyp)
Mulle (kortspel av kasinotyp)
Mulle (kortspel av whisttyp)
Munchkin
Mörkpoker

## N
Newmarket (se Michigan)
Ninja Burger
Nittionio
Norrlandsknack

## O
Oklahoma
Oklahoma gin (se Gin rummy)
Oklahoma rummy (se Oklahoma)
Omaha hold'em
Omnibushjärter (se Svarta Maria)
Oxford stud

## P
Pai gow-poker
Pass på!
Paks (se Block)
Paskahousu
Patienswhist (se Muggins)
Persisk rummy
Pidro
Pineapple (se Crazy Pineapple)
Pinochle
Pinochle rummy (se Femhundra)
Piquet
Pitch
Plockwhist
Plump (se Beredskap)
Poker
Pokerkille (se Femkortskille)
Poker-rummy (se Rio rummy)
Polignac
Pollack
Polsk bank
Poänghjärter (se Hjärter)
Poängpoker
Préférence
Prickhjärter (se Hjärter)
Priffe
Progressiv rummy (se Kontraktsrummy)
Punto banco (se Baccarat)
Pyramid

## R
Racing demon
Rams
Rams (annat namn på Knektpass)
Razz
Rexbridge
Rio rummy
Rolling stone
Rummy
Ruterdam
Rutersju
Rysk bank
Rysk mas
Rätt eller fel (se Eleusis)
Röda hund
Rödskägg

## S
Samba
Scarto
Scoop
Scopa
Scopone (se Scopa)
Seven card stud (se Sjustöt)
Seven up
Sexstöt
Sextiosex
Short whist (se Whist)
Siste man på skansen (annat namn på Linger longer)
Siste man på skansen (hasardspel)
Six card stud (se Sexstöt)
Six-pack
Sju och en halv
Sju små hus (se Japansk whist)
Sjuan
Sjustöt
Skarney
Skat
Skip-Bo
Skitgubbe
Skotsk whist
Slapjack
Slav och president (se Tölp)
Slippery Sam
Sluten poker
Smygkille (se Krypkille)
Snabbpatiens (se Hasty patience)
Snap
Snipp, snapp, snorum
Solowhist
Spader
Spaderdam (se Dam)
Spite and malice
Spoil five
Spritpoker
Spröt (se Tre Belli)
Squint
Stopp
Stoppspel
Stortok
Straight poker
Stress
Strippoker
Styrvolt
Stötpoker
Svarta damen (se Svarta Maria)
Svarta Maja (annat namn på Dam)
Svarta Maja (annat namn på Svarta Maria)
Svarta Maja (annat namn på Svarte Petter)
Svarta Maria
Svarte Petter
Svensk rummy
Svensk whist (se Fyrmanswhist)
Svälta räv
Svängknack
Switch
Swärje
Sökö

## T
Taktik
Tariff (se Mousel)
Tarok (se Tarot)
Tarot
Tecknet (Tecken)
Texas hold'em
Tien len
Tjocka släkten (se Löjliga familjerna)
Tjugoett
Tjugonio
Toepen
Tong its
Tre Belli
Tre äkta (se Macao)
Trekort (annat namn på Knack)
Trekort (annat namn på Köpknack)
Trekortsloo (se Loo)
Tremanswhist
Tressette
Trettioett
Triomphe forcée
Trots och illvilja (se Spite and malice)
Truco
Trumfpoker (se Loo)
Träkarl på tu man hand (se Double dummy whist)
Tummen upp (annat namn på Gris)
Tummen upp (variant av Båten går)
Tvåmanswhist
Tvåmanswhist (annat namn på Plockwhist)
Tysk whist (se Tvåmanswhist)
Tyzicha
Tölp

## U
UNO
Utslagningswhist (se Knockoutwhist)

## V
Vatikanen
Villervalla (se Babel)
Vira
Vändtia
Vändåtta

## W
Whiskey Poker
Whist

## Y
Yablon
Yaniv
Yukon (se Guldgrävare)

## Z
Zetema
Zwicken

## Å
Ålandskille (se Krypkille)
Åsnespel

## Ö
Öppen poker